# Словацкий национальный совет (1848—1849)
Словацкий национальный совет (словацк. Slovenská národná rada) — словацкая политическая организация, которая была создана в Вене 15-16 сентября 1848 года в течение революций 1848—1849 годов. Совет возглавляли: Людовит Штур, Йозеф Милослав и Михал Годжа.

Флаг словацких волонтёров

Совет организовал словацкое восстание в 1848—1849 годах, а также исполнительную власть в западных частях верхней Венгрии (Сегодня в основном Словакия), занятых объединёнными австрийско-словацкими силами в рамках их борьбы против венгров.
Первая встреча на территории современной Словакии состоялась в доме госпожи Коленовой в Мияве. 19 сентября 1848 года в Мияве состоялось первое Национальное собрание словаков в рамках Первой Словацкой Добровольческой кампании (из Вены через Моравию в Словакию). На этом собрании Людовит Штур провозгласил независимость словацкой нации от Венгрии. Однако Словацкий национальный совет управлял только Миявой и её окрестностями, и добровольцы были разгромлены через несколько дней.
Словацкий национальный совет также участвовал в организации оставшихся словацких добровольческих кампаний и других мероприятий во время революции. Совет прекратил своё существование осенью 1849 года, после подавления революции.